# St. Andreas (Sankt Andreasberg)

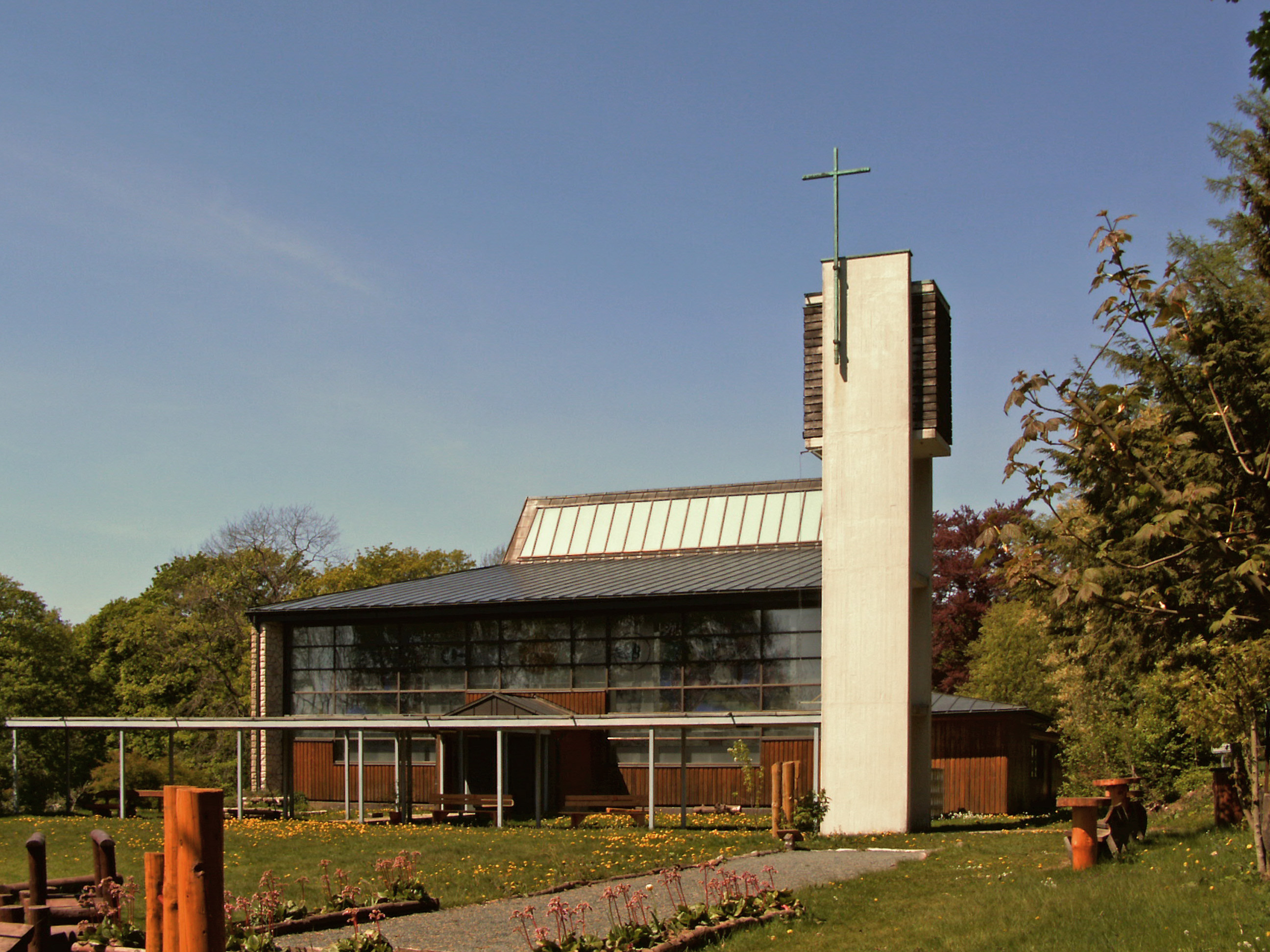
St.-Andreas-Kirche (2011)

Die Kirche Sankt Andreas war die katholische Kirche in Sankt Andreasberg, einem Ortsteil der Stadt Braunlage im Landkreis Goslar in Niedersachsen. Sie gehörte zuletzt zur Pfarrgemeinde „St. Benno“ mit Sitz in Bad Lauterberg, im Dekanat Nörten-Osterode, und war die höchstgelegene Kirche des Bistums Hildesheim. Die nach dem heiligen Apostel Andreas benannte Kirche befand sich im Hilfe-Gottes-Teich-Weg 3.

## Geschichte
Im 16. Jahrhundert wurde die Bevölkerung im Harz durch die Einführung der Reformation evangelisch-lutherisch.
Um 1900 wurden die wenigen Katholiken in Sankt Andreasberg von Herzberg und Bad Lauterberg aus betreut. Nach dem Ersten Weltkrieg kamen Katholiken aus dem Rheinland wegen der Besetzung ihrer Heimat durch Frankreich nach Sankt Andreasberg. 1920 fand bereits katholischer Gottesdienst im Schützenhaus statt.

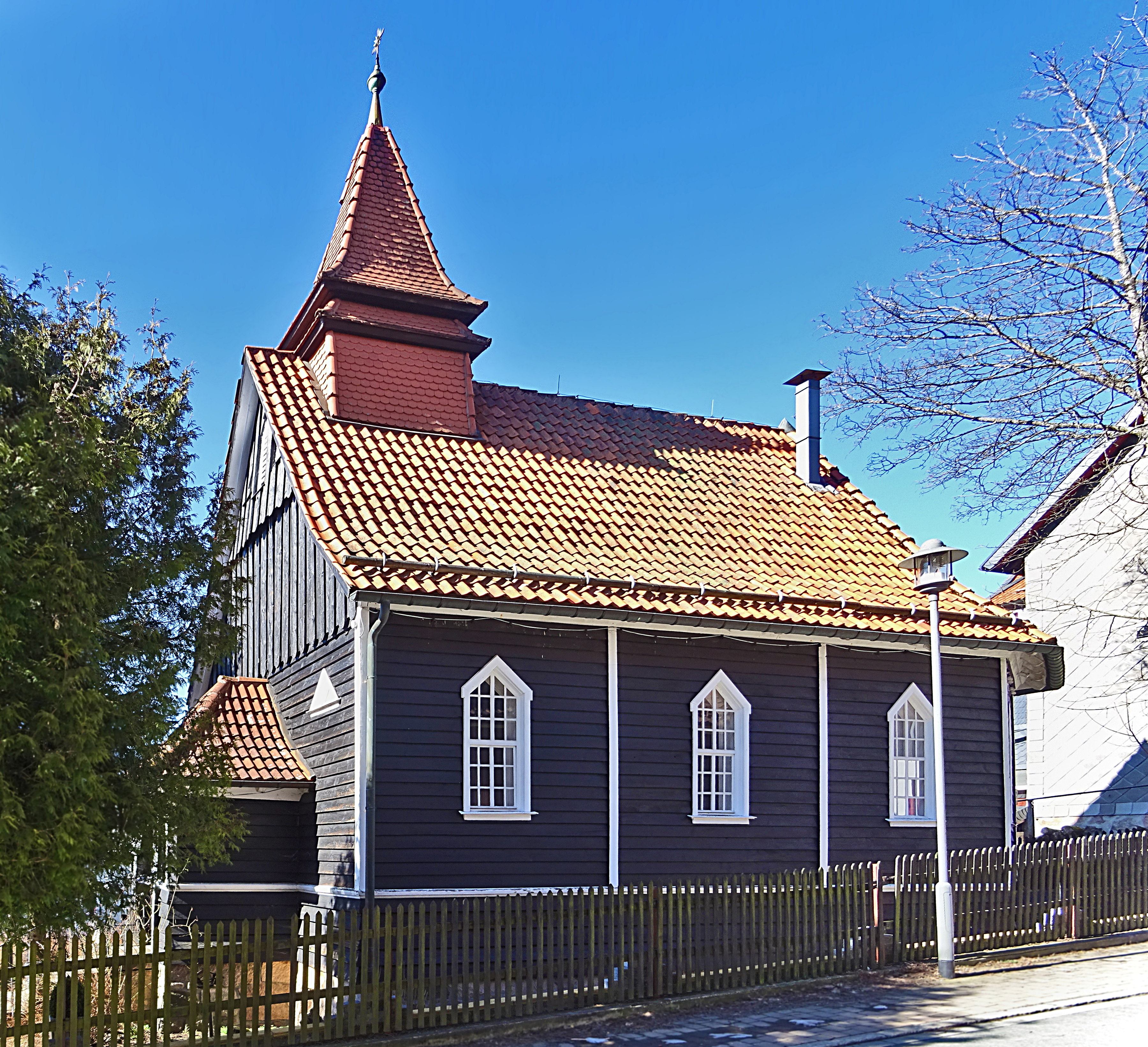
Ehemalige St.-Bernward-Kapelle (2022)

Ende Juli 1927 erfolgte in Sankt Andreasberg der erste Spatenstich für die von der Kirchengemeinde in Bad Lauterberg aus erbaute St.-Bernward-Kapelle, und bereits am 16. Oktober 1927 wurde sie eingeweiht. Sie war nach Bernward von Hildesheim benannt, befand sich in der Herrenstraße 12 (Ecke Faktoreigasse) und war bei ihrer Erbauung das höchstgelegene Gotteshaus des Bistums Hildesheim. Von 1931 bis 1934 war der 1944 im Zuchthaus Brandenburg-Görden hingerichtete Priester Joseph Müller als Pfarrer in Bad Lauterberg auch für die Seelsorge an der St.-Bernward-Kapelle zuständig.
Nach 1945 war die Kapelle für die gestiegene Zahl der Gottesdienstbesucher zu klein geworden, und ihr Grundstück bot keine Möglichkeit für einen ausreichend großen Neubau. Deshalb wurde am Westrand des Kurparks die heutige St.-Andreas-Kirche erbaut. Am 22. Oktober 1967 erfolgte ihre Konsekration. Zuvor war bereits am 1. Mai 1967 eine selbstständige Kirchengemeinde (Kuratiegemeinde) in St. Andreasberg eingerichtet worden. Die St.-Bernward-Kapelle wurde im Jahr 1985 profaniert, verkauft und zu einem Restaurant umgebaut. Der neue Besitzer eröffnete in ihr 1987 eine Gaststätte mit historischem Ambiente, „Zur kleinen Kapelle“ genannt. Wechselnde Gastronomen waren seitdem in der Kapelle vertreten. Seit dem 4. Juni 2017 hat das Haus einen neuen Namen, denn an diesem Tage wurde an diesem Ort ein Veggie-Plus-Restaurant – Gesundheit & Kultur-Café eröffnet, was jetzt den Namen „Die Kleine Kapelle“ trägt und seit diesem Tag wieder eine „Stätte der Begegnung“ ist.
Seit dem 1. März 2004 gehörte die St.-Andreas-Kirche zum damals neu gegründeten Dekanat Nörten-Osterode, zuvor gehörte sie zum Dekanat Osterode. Seit dem 1. September 2010 gehörte die Kirche zur Pfarrgemeinde „St. Benno“ in Bad Lauterberg, die Kirchengemeinde „St. Andreas“ wurde in diesem Zusammenhang aufgehoben. Seit Oktober 2019 nicht mehr regulär genutzt, wurde sie am 28. Oktober 2021 in der letzten heiligen Messe von Bischof Heiner Wilmer profaniert. Es ist geplant, das Kirchengebäude an die Stadt Braunlage zu verkaufen, die es zu einer Freizeitanlage umgestalten will.

## Architektur und Ausstattung

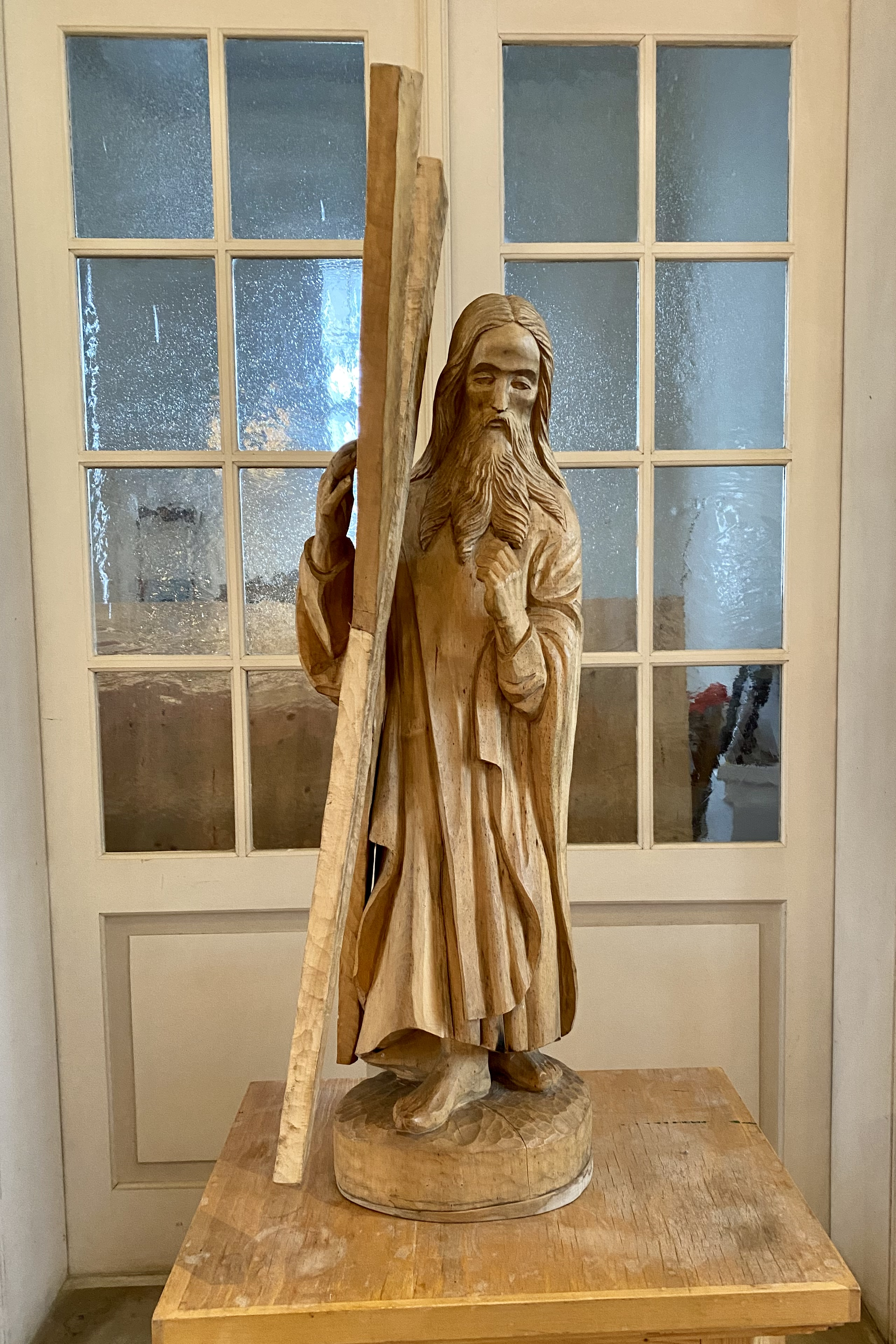
Statue des Hl. Andreas aus der St.-Andreas-Kirche an ihrem heutigen Standort in der St.-Martini-Kirche

Die in etwa 610 Meter Höhe über dem Meeresspiegel gelegene Kirche war seit der Profanierung der Heilig-Geist-Kirche in Hohegeiß (628 m) die höchstgelegene Kirche des Bistums Hildesheim. Sie wurde nach Plänen von Josef Fehlig erbaut, ausgeführt mit einem kreuzbekrönten freistehenden Glockenturm. Zur Innenausstattung der Kirche gehörten unter anderem Statuen der Heiligen Andreas, dem Schutzpatron der Kirche, und Maria, der Mutter Jesu. Die Statue des Hl. Andreas fand nach der Profanierung der St.-Andreas-Kirche einen neuen Platz in der evangelischen St.-Martini-Kirche, der nun einzigen Kirche von Sankt Andreasberg.
Die Vorgängerkapelle von 1927, teilweise auch als Kirche bezeichnet, war ein Langhausbau mit Satteldach, kreuzbekröntem Dachreiter und einem schlichten Innenraum. Der heute unter Denkmalschutz stehende Holzbau verfügte über ein kleines Vordach über der Eingangstür. Ihr Altarraum wurde von einer Kreuzigungsgruppe dominiert.